# جان دانيال أكبا أكبرو
جان دانيال أكبا أكبرو (بالفرنسية: Jean-Daniel Akpa-Akpro)‏ (ولد في 11 أكتوبر 1992 في تولوز) لاعب كرة قدم دولي عاجي يلعب حاليا لصالح نادي تولوز في خط الوسط منذ 2011.

## روابط خارجية
- جان دانيال أكبا أكبرو على موقع الاتحاد الدولي (مؤرشف)  (الإنجليزية)
- جان دانيال أكبا أكبرو على موقع رابطة كرة القدم الفرنسية للمحترفين (الإنجليزية)
- جان دانيال أكبا أكبرو على موقع قاعدة بيانات كرة القدم.إي يو (الإنجليزية)
- جان دانيال أكبا أكبرو على موقع ليكيب (الفرنسية)
- جان دانيال أكبا أكبرو على موقع ناشيونال فوتبول تيمز (الإنجليزية)
- جان دانيال أكبا أكبرو على موقع Soccerbase.com (لاعب) (الإنجليزية)
- جان دانيال أكبا أكبرو على موقع Soccerway.com (الإنجليزية)
- جان دانيال أكبا أكبرو على موقع عالم كرة القدم.نت (الإنجليزية)
- جان دانيال أكبا أكبرو على موقع AS.com (الإسبانية)